# La musica negra
La musica negra è il terzo album del gruppo rock statunitense Verbena. È uscito nel 2003 sotto Capitol Records ed è stato prodotto da Rob Schnapf.
Qualitativamente parlando si può ritenere inferiore al precedente Into the Pink (1999) nonostante il gruppo abbia tentato di scollarsi l'etichetta di gruppo grunge un po' troppo in stile Nirvana che li ha perseguitati in passato.

## Tracce
1. Way Out West
2. Killing Floor (Get Down on It)
3. I, Pistol
4. It's Alright, It's Okay (Jesus Told Me So)
5. All the Saints
6. Camellia
7. Me and Yr Sister
8. White Grrls
9. Ether
10. Devil in Miss Jones
11. Rememberer
12. Dirty Goodbyes